# Ibrahim Sarić
Ibrahim-efendija Sarić (1882 Sarajevo, Bosna a Hercegovina – 23. listopadu 1939 Sarajevo?, Království Jugoslávie) byl bosenskohercegovský islámský soudce a pedagog bosňáckého původu.

## Životopis
Základní a střední školu dokončil v rodném městě. V Sarajevu absolvoval též Šarí‘atskou soudní školu (absolvoval 1907). Nato pracoval jako justiční čekatel na šarí‘atského soudce.
Již od školy se podílel na spolkovém životě muslimské komunity. Zvláště aktivní byl v podpůrném spolku Gajret (Úsilí), kde mezi lety 1911 a 1914 vykonával post předsedy. Sám byl propagátorem muslimsko-srbské národní vzájemnosti, za což byl za první světové války perzekvován (během konfliktu byl internován v táboře ve městě Prozor).
Po roce 1918, kdy vznikl společný jihoslovanský stát, zastával významné společenské a úřednické posty. Nejprve byl sarajevským místostarostou, pak byl členem Prozatímního národního zastupitelství Království Srbů, Chorvatů a Slovinců (Privremeno narodno predstavništvo Kraljevstva Srba, Hrvata i Slovenaca), mezi lety 1919 a 1920 parlamentu nového jihoslovanského státu, a nakonec přešel na Ministerstvo náboženství Království Srbů, Chorvatů a Slovinců v Bělehradě, kde působil jako vedoucí muslimské sekce. Opakovaně byl jmenován ředitelem Šarí‘atské soudní školy (22. listopadu 1923–10. října 1924 a 15. listopadu 1924–30. listopadu 1927). Za jeho působení byl do téo islámské školy vpuštěn srbský Sokol a srbský pěvecký spolek Sloga (Svornost), čímž se měl deklarovat příklon k srbské nacionální myšlence. Poté byl přidělen k Vrchnímu šarí‘atském soudu v Sarajevu, kde spolu s Abdullahem-efendijou Bušatlićem nahradil konzervativce Salih-efendiju Mutapčiće (?–1938) a Ali Riza-efendiju Prohiće (1867–1942, penzionován 1929).
Po zavedení královské diktatury (1929) podporoval jednostranné kroky Alexandra I. Roku 1935 krátce zastával post sarajevského starosty. Téhož roku kandidoval v parlamentních volbách, ale bezúspěšně.